# Saint-Jean-d'Aubrigoux

Saint-Jean-d'Aubrigoux este o comună în departamentul Haute-Loire, Franța. În 2009 avea o populație de 183 de locuitori.